# Нехворощанська сільська рада (Новосанжарський район)
Нехворощанська сільська рада — колишній орган місцевого самоврядування у Новосанжарському районі Полтавської області з центром у c. Нехвороща.

## Населені пункти
Сільраді були підпорядковані населені пункти:
- c. Нехвороща